# HomeKit
HomeKit 是苹果公司推出的一个软件框架，它可以让用户使用苹果设备对智能家居电器进行配置、沟通和控制。通过在HomeKit服务中设计房间、物品和动作，用户可以通过对Siri的简单语音命令或通过家庭（Home）应用来实现家中的自动动作。

## 概述
HomeKit使用Matter、蓝牙和Wi-Fi协议，支持HomeKit的设备制造商需要MFi认证，最初所有基于HomeKit的产品都需要包含一个加密协处理器，但在iOS11之后，HomeKit增加了对软件认证的支持，没有HomeKit支持的设备可以通过“网关”使用，閘道器是连接这些设备和HomeKit服务的桥梁
。
HomeKit主要与亚马逊公司和谷歌的智能家居标准竞争，截至2019年10月，苹果列出了450款兼容HomeKit的设备，而谷歌和亚马逊的设备分别为1万和8.5万。

## 设备类型
HomeKit目前支持30种类型设备：
- 空调
- 空气净化器
- 桥接器
- 摄像头
- 门铃
- 除湿器
- 门
- 风扇
- 水龙头
- 车库门
- 加湿器
- IP 摄像头
- 照明
- 门锁
- 排放管
- 可编程开关
- 音/视频接收器
- 扩展器
- 路由器
- 安全系统
- 传感器
- 蓮蓬頭
- 烟雾报警器
- 扬声器
- 喷水器
- 照明开关
- 恒温器
- 电视
- 视频门铃
- 窗户

车库门、锁、安全系统和窗户被归类为安全电器，需要iPhone或iPad等具有认证功能的设备来控制。

## 家庭中枢
HomePod mini、HomePods和第四代及更新的Apple TV可以作为家庭中枢，远程控制HomeKit家电，授予客人访问权，并设置自动功能。第三代Apple TV支持有限的功能。

## 家庭App

### iOS版本
HomeKit于2014年9月首次与iOS 8一起发布。该框架允许第三方应用使用Siri与HomeKit设备进行对接，并允许通过家庭中心进行远程访问。 
2016年9月，iOS 10首次发布了家庭App，将所有设备统一到一个应用中，它增加了对使用家庭中枢的自动化的支持，以及预先编程的 "场景"，可以使用一个命令设置多个设备。

### macOS版本
2018年9月，macOS 10.14 Mojave的Mac中加入了家庭App。

### HomePod 和 Apple TV
HomePod和第四代及更新的Apple TV不能使用图形界面来控制HomeKit设备，而只能使用Siri语音命令，并且无法控制安全设备。